# George Reese
George L. Reese (Columbus, 8 maggio 1977) è un ex cestista statunitense, professionista nella NBDL e in Europa.

## Palmarès
- Coppa di Polonia: 1

AZS Koszalin: 2010